# Cebu-Fledermauspapageichen
Das Cebu-Fledermauspapageichen (Loriculus philippensis chrysonotus) ist eine ausgestorbene Unterart des Philippinenpapageichens (Loriculus philippensis). Es war auf der Philippineninsel Cebu endemisch.

## Merkmale
Das Cebu-Fledermauspapageichen erreichte eine Länge von 14 cm und eine Flügelspanne von 18 cm. Das Gefieder war überwiegend grün. Stirn, Kehle, obere Brust und Bürzel waren rot. Oberkopf und Hals waren durch variierende Gelbanteile gekennzeichnet. Der Schnabel war korallenrot, die Iris war dunkelbraun und die Beine und Füße waren orange. Im Unterschied zum Philippinenpapageichen war der vordere Stirnbereich rot, der übrige Oberkopf, der Hals und der vordere Rücken waren satt goldgelb. Der Hals war zart rötlich gefärbt. Der untere Teil des roten Kehlflecks war stärker orange. Die Weibchen ähnelten den Männchen, bei ihnen war die Gefiederfärbung jedoch weniger intensiv.

## Lebensweise
Das Cebu-Fledermauspapageichen bewohnte die Primärwälder im Tiefland und auf den Anhöhen sowie Sekundärwälder und Kokospalmenhaine. Wie die anderen Rassen des Philippinenpapageichens ging es vermutlich in den oberen Stockwerken des Waldes auf Nahrungssuche und ernährte sich von Blüten, Nektar, Früchten und Samen.

## Aussterben
Das Cebu-Fledermauspapageichen verschwand aufgrund der fast kompletten Entwaldung Cebus. 1873 war es in den Wäldern nahe Toledo City noch häufig. Während einer Expedition im Jahr 1888 konnten die Ornithologen Frank Swift Bourns und Dean Conant Worcester trotz einer mehrtägigen Suche in den großen Kokoshainen nahe Carmen nur ein Exemplar finden. 1906 hatten Richard Crittenden McGregor und seine Assistenten Schwierigkeiten noch Waldreste auf Cebu zu finden. Lediglich ein Exemplar des Cebu-Fledermauspapageichens konnte auf der Expedition gesammelt werden. Gegen 1908 wurde das Aussterben dieser Unterart in der Wildnis vermutet, jedoch gibt es Autoren die Nachweise aus den Jahren 1920 und 1929 verzeichnen. Zwischen 1929 und 1943 soll eine Anzahl von Cebu-Fledermauspapageichen im Londoner Zoo gelebt haben. 1997 wurde in einem abgelegenen Teil von Zentral-Cebu im dichten Laub ein Exemplar des Cebu-Fledermauspapageichens entdeckt und gefangen. Bei nachfolgenden Suchen gab es jedoch keine Nachweise mehr und eine unbestätigte Sichtung aus dem Jahre 2004 basiert vermutlich auf einer Verwechslung mit einer auf Cebu eingeführten Unterart des Philippinenpapageichens. Bälge befinden sich im Natural History Museum at Tring und in der Smithsonian Institution in Washington, D.C.